# American Amusement Machine Association

Logo American Amusement Machine Association

L’American Amusement Machine Association (AAMA, association américaine des machines de divertissement) est une organisation syndicale professionnelle américaine créée en 1981, qui représente l'industrie des machines de divertissement avec monnayeur.

## Description
L'AAMA est une organisation syndicale professionnelle créée en 1981 aux États-Unis qui a pour but de préserver, protéger et promouvoir l'industrie des machines de divertissement avec monnayeur.
Tous les ans, l'AAMA (ainsi que l'AMOA) organise l'Amusement Expo qui se tient chaque année en mars, au Las Vegas Convention Center.
L'AAMA, en association avec l'Amusement & Music Operators Association (AMOA), a créé le Parental Advisory System (PAS) dans les années 1990 (après les controverses lors de la sortie du jeu Mortal Kombat), qui évalue le contenu des jeux d'arcade,,.

## Controverse
En 2000, l'AAMA est poursuivi en justice par Teri Kendrick, qui estime que les mineurs doivent avoir un accès limité aux jeux vidéo avec un contenu violent. Le conflit se règle finalement en 2001, avec une inversion du jugement initial.